# Ana Amália de Brunsvique-Volfembutel

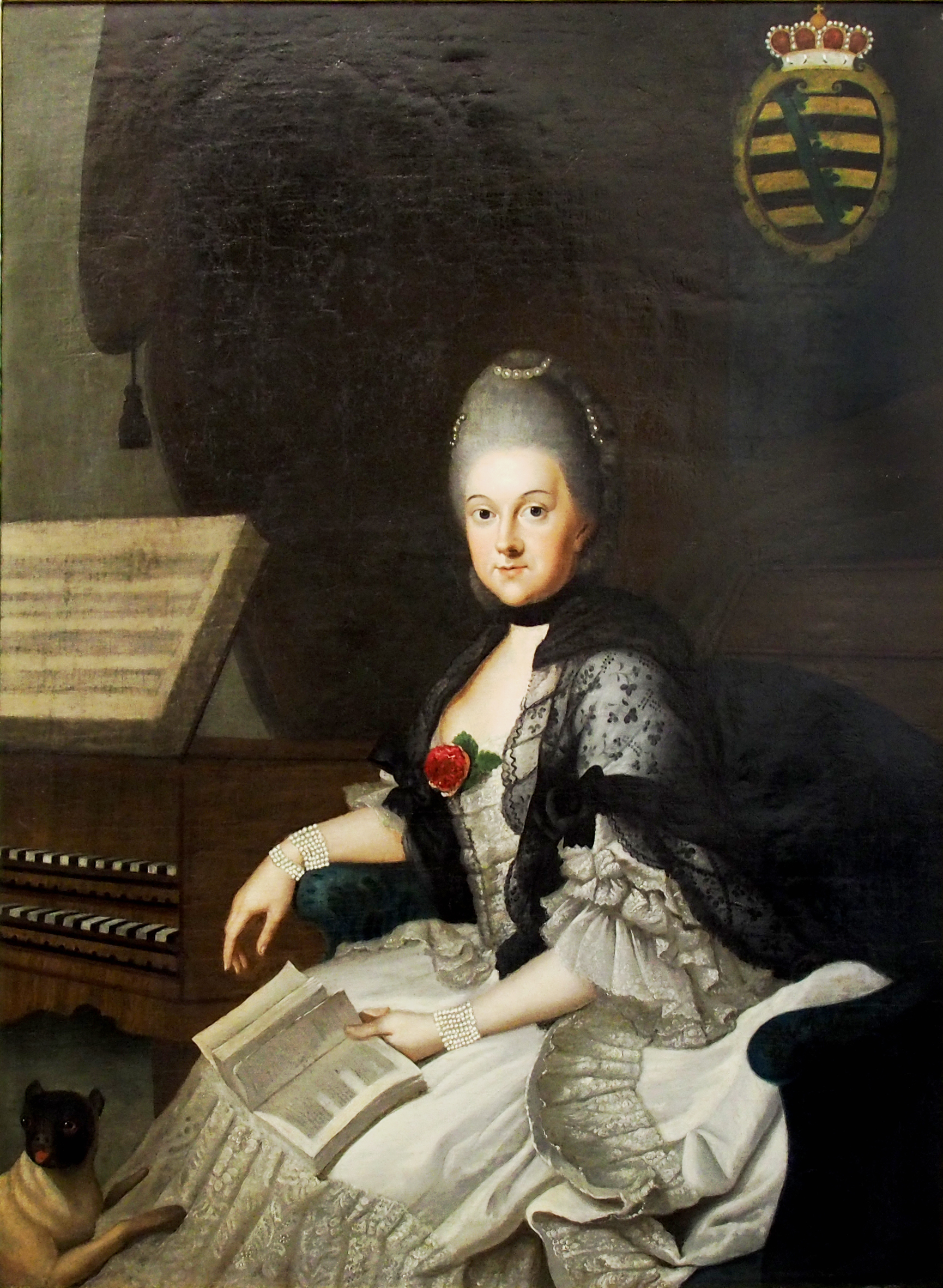
A arquiduquesa Ana Amália de Saxe-Weimar-Eisenach, nascida princesa de Brunswick-Lüneburg c. de 1769.

Anna Amalia de Brunswick-Wolfenbüttel (Wolfenbüttel, 24 de outubro de 1739 – Weimar, 10 de abril de 1807), foi uma princesa alemã pelo casamento e duquesa de Saxe-Weimar-Eisenach, regente dos estados de Saxe-Weimar e Saxe-Eisenach entre 1758 e 1775 e uma importante e influente figura.

## Biografia
Foi a nona filha do duque Carlos I de Brunsvique-Volfembutel e da princesa Filipina Carlota da Prússia. Seus avós maternos foram o rei Frederico Guilherme I da Prússia e a princesa Sofia Dorotéia de Hanôver. Tinha mais onze irmãos, incluindo Carlos Guilherme Fernando, Duque de Brunsvique-Volfembutel, casado com a princesa Augusta do Reino Unido e a princesa Isabel Cristina de Brunsvique-Volfembutel, casada com o rei Frederico Guilherme II da Prússia. Na corte em Volfembutel e Braunschweig, Ana Amália viveu uma vida cultural distinta. Seu pai, Carlos I, como um governante absolutista iluminado, promoveu a arte, a música e o teatro, bem como a expansão do sistema escolar e universitário no país. Essas experiências moldaram a política posterior de Ana Amália como regente em Weimar. No entanto, não foi realizada tendo em vista a sua posterior atividade como governante. O papel de esposa de um príncipe e mãe de filhos foi-lhe destinado. No entanto, as filhas do duque de Brunswick receberam uma educação igualmente variada e completa como seus irmãos. Naquela época, isso não era habitual para todos os ducados.
Antes dos três anos, o abade de Jerusalém, um conselheiro do duque, assumiu a supervisão da educação de Ana Amália. Tal como os seus irmãos, a princesa teve de lidar com uma carga de ensino extenuante. Isto incluiu as ciências naturais e línguas (alemão, latim, inglês, francês), bem como história, geografia e religião. Também teve lições de desenho e dança, aprendeu a tocar vários instrumentos musicais, a compor e a seguir as regras estritas das cerimônias da corte.

### Casamento
Em 16 de Março de 1756, Ana Amália foi casada pelo seu pai com o Duque de Saxe-Weimar-Eisenach, de 18 anos. Nas suas memórias, Anna Amalia escreve sobre o assunto: "Fui casada como se casasse normalmente com princesas". Através deste casamento precoce, o seu marido, o enfermo Ernesto Augusto II. Constantino, queria assegurar a sucessão da sua casa. O casamento realizou-se na magnífica corte de Braunschweig. Depois, o jovem casal viajou para a pequena cidade provincial de Weimara residência dos Duques de Saxe-Weimar-Eisenach.
A jovem duquesa encontrou ali um ducado negligenciado. Devido à má gestão do anterior Duque Ernsto Augusto I, o pequeno país estava completamente empobrecido. A Guerra dos Sete Anos entre a Prússia e a Áustria, que Frederico, o Grande inicou alguns meses após o casamento de Ana Amália em Agosto de 1756, trouxe mais encargos económicos para o ducado. Até ao fim da guerra em 1763, as tropas francesas, russas e prussianas abrangeram o ducado. Saxe-Weimar-Eisenach teve que financiar a manutenção dos soldados e foi severamente afetado por isso.
Casou em Brunswick, a 16 de março de 1756 com Ernesto Augusto II, Duque de Saxe-Weimar-Eisenach. Ernesto morreu em 1758 deixou-a regente do seu filho bebé, Carlos Augusto de Saxe-Weimar-Eisenach. Cerca de três meses após a morte do marido, Ana Amália deu à luz o seu segundo filho, o príncipe Frederico Fernando Constantino de Saxe-Weimar-Eisenach.
Já no ano seguinte ao seu casamento, Ana Amália deu à luz o tão desejado príncipe herdeiro. Carlos Augusto nasceu em 3 de Setembro de 1757. Mesmo antes de o seu segundo filho, Constantino, nascer em 8 de setembro de 1758, o seu marido, Ernesto Augusto, morreu em maio de 1758, após apenas dois anos de casamento. Além de seu testamento, ele declarou que sua esposa Ana Amália era a única guardiã do príncipe herdeiro Carlos Augusto até a maioridade do seu filho.

### Regência
Para Ana assumir a regência, a duquesa de dezoito anos, que ainda não era maior de idade, teve primeiro que obter a declaração de maioridade do próprio imperador. Até ela atingir a maioridade, o seu pai iria assumir a regência em Braunschweig. Em seu nome, o Conde Bünau, que tinha governado sob Ernesto Augusto II. Constantino, que tinha sido o primeiro ministro do país, estava encarregue da administração do ducado. Durante este tempo ela foi capaz de se preparar para a sua atividade como regente. A 9 de Julho de 1759, aos 19 anos de idade, assumiu os assuntos de Estado do Conde Bünau. Na sua declaração governamental diz: 
"Seguindo o exemplo da venerada graça do vosso pai, a regente não quer ser frustrada pelo esforço de ver tudo com os seus próprios olhos, de ouvir os seus ouvidos e de dar a todos uma escuta atenta".  
Em retrospecto, Anna Amalia escreveu sobre este tempo: 
"No meu 18º ano a maior época da minha vida começou; tornei-me mãe pela segunda vez, tornei-me viúva, guardiã principal e regente".
A jovem duquesa iniciou a sua atividade governamental com medidas de austeridade para remediar as consequências da Guerra dos Sete Anos e da anterior má gestão. Ana Amália também tentou dar a Weimar uma aparência urbana. Por exemplo, ela mandou demolir os celeiros dentro da cidade e colocar lâmpadas na rua. Com a criação de uma escola gratuita tentou melhorar as condições de vida da população mais pobre. A Regente abriu uma escola de parteiras para reduzir a elevada taxa de mortalidade materna e infantil.
Apesar da miséria financeira do Estado, era importante para ela promover as artes e ciências. A partir de 1761 teve a "Grünes Schlößchen", uma residência principesca, convertida em edifício para biblioteca. Em 1766 a antiga biblioteca mudou-se do Palácio da Cidade para o novo edifício. Isto tornou possível a utilização do rico acervo da biblioteca para uso público. A regente também apoiou a Universidade de Jena.
Em 3 de setembro de 1775, Ana Amália entregou o governo a seu filho Carlos Augusto. No final do seu reinado, Saxe-Weimar-Eisenach era um ducado relativamente livre de dívidas e bem administrado. Assim, ela tinha criado a base financeira para o desenvolvimento de Weimar em um centro espiritual e cultural. quando o seu filho atingiu a maioridade, a duquesa retirou-se da vida pública.

### Últimos anos
Os últimos anos de vida da duquesa foram marcados pelos efeitos das guerras napoleónicas. Em Outubro de 1806 os prussianos invadiram Weimar, pouco depois os franceses. O Wittumspalais permaneceu intacto, mas o Palácio Tiefurt foi saqueado. Alguns meses após a Batalha de Jena e Auerstedt, Ana Amália morreu em 10 de Abril de 1807, após uma curta doença. A duquesa foi enterrada na igreja da cidade a seu próprio pedido. O seu túmulo foi o último nesta igreja, porque nessa altura os falecidos já estavam enterrados no cemitério da cidade.
Goethe homenageou Ana Amália no seu obituário: 
"A vida da Princesa merece ser recordada com e perante muitos outros, especialmente aqueles que, sob o seu governo e mais tarde sob as suas eternas influências maternas, partilharam muitas coisas boas e tiveram a sorte de experimentar pessoalmente a sua bondade e simpatia".

## Legado cultural
Em 1771 Ana Amália montou uma sala de teatro no castelo, na qual mais de metade dos lugares estavam abertos à burguesia, e contratou vários grupos de teatro. O fato de a duquesa ter conseguido atrair a companhia de Seyler foi considerado "um golpe de muita sorte", uma vez que esta era considerada a melhor companhia teatral alemã da época. Ela trouxe o poeta Musäus a Weimar, que também escreveu para o seu teatro e ficou famoso com uma coleção de contos folclóricos. Para além das suas atividades governamentais, a Duquesa estava particularmente interessada na educação dos seus filhos.

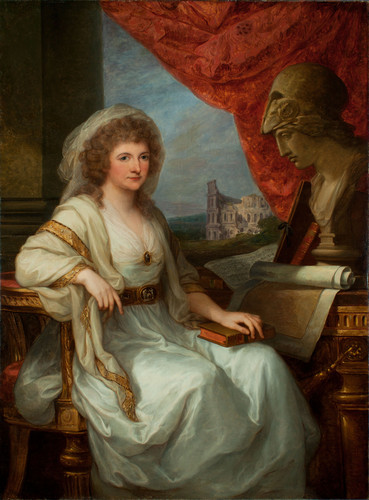
Retrato da duquesa Ana Amália. _{Angelica Kauffmann c. 1788/89.}

Depois de se retirar da regência, a Duquesa Mãe pôde dedicar-se aos seus interesses na literatura, arte e música, para os quais tinha tido pouco tempo durante a regência. O Palácio de Wittum, no qual ela se mudou após o incêndio do castelo em 1774, tornou-se um dos pontos centrais de Weimar. Lá ela convidou Wieland, Goethe, Herder e outros poetas, artistas e estudiosos para a "Mesa Redonda". Na sala de teatro da casa as apresentações do Liebhabertheater ocorreram. No Verão, o encontro social reuniu-se a convite de Ana Amalia no Castelo de Tiefurt, a residência de Verão da Duquesa fora de Weimar. Lá ocorreram teatros, debates e até um jornal, o "Tiefurter Journal", foi publicado. Wieland escreveu sobre a corte de Ana Amália:
"Uma instituição para a promoção da alegria e do bom humor, onde se dedilhavam, violinçavam, sopravam e assobiavam que os anjos no céu se divertiam".
Como patrona das artes e literatura, Ana Amália levou muitos dos homens mais respeitados da Alemanha para Weimar, incluindo Johann Gottfried Herder, Johann Wolfgang von Goethe, Friedrich Schiller e a companhia teatral de Abel Seyler. Amalia von Helvig também se juntaria mais tarde à sua corte. A duquesa também contratou Christoph Martin Wieland, um poeta e tradutor, para traduzir os trabalhos de William Shakespeare, que ela queria introduzir na educação do filho. Também criou a Biblioteca da Duquesa Amália, que, atualmente possui cerca de 1 000 000 volumes.
Em 1772 trouxe o professor de filosofia e poeta Christoph Martin Wieland a Weimar para educar o jovem de 15 anos Carlos Augusto. Wieland, que em 1766 publicou o romance mais famoso do seu tempo, "Geschichte des Agathon" (História do Agathon), atraiu outros poetas: Johann Wolfgang Goethe veio para Weimar em 1775, e a partir de 1776 o teólogo e filósofo Johann Gottfried Herder foi pastor na igreja da cidade. O famoso escritor Goethe prestou homenagem à duquesa no seu trabalho "Zum Andenken der Fürstin Anna-Amalia".
Em 1788, com quase cinquenta anos de idade, Ana Amália fez uma viagem de dois anos à Itália, o que não era habitual para as mulheres da sua classe na época. No caminho para Roma, ela estava acompanhada de sua dama de companhia Luise von Göchhausen, seu camareiro von Einsiedel e um médico. Herder juntou-se ao pequeno grupo em Roma. De volta da Itália, Ana Amália escreveu alguns pequenos tratados, por exemplo, sobre a "relação dos sexos" e "pensamentos sobre música". Ela também compôs. E continuou suas sociáveis "mesas redondas".
Ana Amália era também uma compositora notável. Entre os seus trabalhos mais conhecidos encontra-se uma sinfonia para dois oboés, duas flautas, dois violinos e um contrabaixo (1765), um oratório de três partes (1768), uma ópera chamada Erwin und Elmire (1776), baseada num texto de Goethe, e um divertimento para piano, clarinete, viola e violoncelo (cerca de 1780).

## Genealogia
| Ana Amália de Brunsvique-Volfembutel | Pai: Carlos I, Duque de Brunsvique-Volfembutel | Avô paterno: Fernando Alberto II, Duque de Brunswick-Wolfenbüttel | Bisavô paterno: Fernando Alberto I, Duque de Brunsvique-Luneburgo |
| Ana Amália de Brunsvique-Volfembutel | Pai: Carlos I, Duque de Brunsvique-Volfembutel | Avô paterno: Fernando Alberto II, Duque de Brunswick-Wolfenbüttel | Bisavó paterna: Cristina de Hesse-Eschwege                        |
| Ana Amália de Brunsvique-Volfembutel | Pai: Carlos I, Duque de Brunsvique-Volfembutel | Avó paterna: Antónia Amália de Brunsvique-Volfembutel             | Bisavô paterno: Luís Rudolfo, Duque de Brunsvique-Luneburgo       |
| Ana Amália de Brunsvique-Volfembutel | Pai: Carlos I, Duque de Brunsvique-Volfembutel | Avó paterna: Antónia Amália de Brunsvique-Volfembutel             | Bisavó paterna: Cristina Luísa de Oettingen-Oettingen             |
| Ana Amália de Brunsvique-Volfembutel | Mãe: Filipina Carlota da Prússia               | Avô materno: Frederico Guilherme I da Prússia                     | Bisavô materno: Frederico I da Prússia                            |
| Ana Amália de Brunsvique-Volfembutel | Mãe: Filipina Carlota da Prússia               | Avô materno: Frederico Guilherme I da Prússia                     | Bisavó materna: Sofia Carlota de Hanôver                          |
| Ana Amália de Brunsvique-Volfembutel | Mãe: Filipina Carlota da Prússia               | Avó materna: Sofia Doroteia de Hanôver                            | Bisavô materno: Jorge I da Grã-Bretanha                           |
| Ana Amália de Brunsvique-Volfembutel | Mãe: Filipina Carlota da Prússia               | Avó materna: Sofia Doroteia de Hanôver                            | Bisavó materna: Sofia Doroteia de Brunsvique-Luneburgo            |